# Beatrix van Bourbourg
Beatrix van Bourbourg (circa 1133 - Ardres, 1142) was van 1137 tot aan haar dood gravin van Guînes.

## Levensloop
Beatrix was de dochter van burggraaf Hendrik van Bourbourg en diens echtgenote Sibylla, dochter en erfgename van graaf Manasses I van Guînes. Ze huwde met de Engelse edelman Albert le Sanglier.
Albert keerde na het huwelijk wegens zijn slechte gezondheid al snel terug naar Engeland. Toen Beatrix haar grootvader Manasses in 1137 opvolgde als gravin van Guînes, keerde haar echtgenoot terug naar het graafschap. Nadat hij graaf Diederik van Vlaanderen had gehuldigd, ging Albert terug naar Engeland en stond hij de regering van Guînes af aan Beatrix' vader Hendrik. De troonsbestijging van Beatrix veroorzaakte een successieoorlog in Guînes. Haar regering werd betwist door Arnoud van Gent, zoon van burggraaf Wenemar II van Gent en Gisela, een zus van Beatrix' grootvader Manasses. 
De aanhangers van Beatrix probeerden haar echtgenoot Albert te overtuigen om te bemiddelen in de successieoorlog, maar hij weigerde en verkoos om aan het hof van koning Stefanus van Engeland te blijven. In 1142 liet Beatrix zich scheiden van Alberic le Sanglier, waarna ze hertrouwde met heer Boudewijn van Ardres.
Later dat jaar stierf Beatrix, die wegens haar jonge leeftijd geen nakomelingen had. Ze werd bijgezet in het klooster van Sainte-Marie-de-Chapelle. Haar overlijden zorgde ervoor dat Arnoud van Gent de rechtmatige graaf van Guînes werd.